# Зинон Посник
Зинон Постник (Зинон Працелюбний; XIV століття) — святий Києво-Печерського монастиря, схимник. Святий шанується в лику преподобних. Пам'ять преподобного Зинона вшановується 30 січня.

## Життєпис
Жив у XIII–XIV ст. Про нього відомо лише те, що «Преподобний Зенон, постник і трудолюбець, чисельними добродійними пісницького життя подвигами, постом, молитвою, смиренням, послухом благовгодив Богу і приставлений є душею на Небо, тілом же нетлінно тут перебуваючи, всім, хто приходить швидким до спасіння є помічником».
Згідно рукописі приблизно 2-ї пол. XVII ст., яка містить «Короткі життєписи преподобних отців Дальніх печер», яка була відома єпископу Модесту (Стрельбицькому), постник і працелюб Зинон угодив Богу багатьма іночеськими подвигами. Нетлінні мощі святого згадуються в «Тератургимі» ієромонаха Афанасія Кальнофойського (К., 1638. Л. 5): «Благословенний монах Зинон, в тілі цілому лежить».
На карті Дальніх печер 1661 р. він відмічений як «Зинон», в 1703 р.- як «Зинон Працелюбний», на більш пізнішій карті, близько 1744 р.,- як «преп. Зинон», в 1769–1789 рр.- як «св. Зиновій», в 1795 р. і XIX ст.- як «преподобний Зинон посник».
Місцева канонізація подвижника відбулась у XVII ст., коли києво-печерський архим. Варлаам (Ясинський; 1684–1690; пізніше митрополит Київський) встановив святкування Собору преподобних отців, в Дальніх печерах почиваючих, саме тоді була складена служба. Святий Зинон прославляється в 3-м тропарі 3-ї пісні канону преподобним отцям, спочиваючим в Дальніх печерах (Служби преподобним отцям Печерським. К., 1763. Л. 108; Мінея (МП). Серпень. Ч. 3. С. 131). Також є окремий тропар і кондак преподобному (Мінея (МП). Січень. Ч. 2. С. 531).

В акафісті всім Печерським преподобним про нього сказано: 
|  | «Радуйся, Зиноне, бо постом і іншими подвигами чернечого життя ти світло засяяв; радуйся, бо через смирення і цнотливість ти землю обіцяну успадкував». |

.

## Мощі
Його нетлінні мощі зберігаються в Дальніх печерах, неподалік мощей Мартирія диякона та недалеко від підземної церкви прп. Феодосія, ігумена Печерського.

Дані антропологічних досліджень вказують, що преподобний помер у віці 20–25 років. Ріст святого становив 167~170 см.

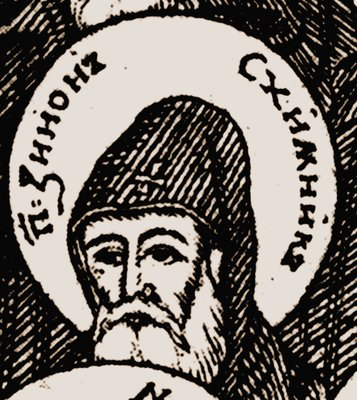
Прп. Зинон Посник (Працелюбний)
(Фрагмент гравюри «Собор всіх святих Києво-Печерської лаври». Гравер В. Белецький. 1756 р. Київ (РДБ))

## Іконографія
У іконописному оригіналі кін. XVIII ст. про вигляд Зинона сказано: 
|  | Сед, брада Николина, на главе схима, риза преподобническая, испод киноварь разбелен, руки у сердца накрест». |

На надгробній іконі 40-х рр. XIX ст. роботи ієромонаха Іринарха з учнями з майстерні Києво-Печерської лаври біля раки Зинона у Дальніх (Феодосієвих) печерах Києво-Печерської лаври він зображений впівоберта вправо, читаючий при світлі свічки, в чернечому вбранні з куколем на голові, ліва рука покладена на розкриту книгу, права біля грудей. Святий показаний старцем з сивуватою бородою середньої величини, щоки запалі, погляд опущений до сторінок книги, в написі названий постником.

## Пам'ять
Пам’ять преподобного Зинона вшановується 30 січня.